# Wang Qianyuan (acteur)
Ne doit pas être confondu avec Wang Qianyuan (étudiante).
Wang Qianyuan est un acteur chinois diplômé de l'Académie centrale d'art dramatique.
Il a remporté le prix du meilleur acteur au 23e Festival international du film de Tokyo pour son rôle dans le film The Piano in a Factory.

## Filmographie
| Année | Titre                          | Titre chinois | Rôle                 | Notes  |
| ----- | ------------------------------ | ------------- | -------------------- | ------ |
| 1994  | Winner                         | 赢家          | Xu Yuchuan           |        |
| 1996  |                                | 征服死亡地带  | Li Xing              |        |
| 1998  | L'Empereur et l'Assassin       | 荆轲刺秦王    | Zhao Shi             |        |
| 1998  |                                | 婚前别恋      | Da Lu                |        |
| 2000  | The Happy Princess             | 欢乐公        |                      |        |
| 2000  | Big and Small Show             | 大戏小戏      |                      |        |
| 2000  | Breaking the Silence           | 漂亮妈妈      |                      |        |
| 2001  | All the Way                    | 走到底        |                      |        |
| 2002  | Home in My Heart               | 山顶上的钟声  |                      |        |
| 2006  | Aspirin                        | 阿司匹林      |                      |        |
| 2008  | Set Off                        | 即日启程      | Xiao Xia's boyfriend | [ 1 ]  |
| 2009  | Lao Ding's Spring              | 老丁的春天    | Lao Ding             |        |
| 2010  | The Piano in a Factory         | 钢的琴        | Chen Guilin          | [ 2 ]  |
| 2011  | Sweet Journey                  | 云下的日子    | Qiang Sheng          |        |
| 2011  | Reviving of Beichuan           | 北川重生      |                      |        |
| 2014  | Brotherhood of Blades          | 绣春刀        | Lu Jianxing          | [ 3 ]  |
| 2014  | The Golden Era                 | 黄金时代      | Nie Gannu            | [ 4 ]  |
| 2014  | The Crossing                   | 太平轮        | Principal Gu         | [ 5 ]  |
| 2015  | Saving Mr. Wu                  | 解救吾先生    | Zhang Hua            | [ 6 ]  |
| 2016  | Run for Love                   | 奔爱          | Lu Jie               | [ 7 ]  |
| 2016  | Everybody's Fine               | 一切都好      |                      | Caméo  |
| 2017  | The Village of No Return       | 健忘村        | Tian Gui             | [ 8 ]  |
| 2017  | Lost in the Moonlight          | 月色撩人      | Xie Gao              | [ 9 ]  |
| 2017  | Sky Hunter                     | 空天猎        | Ling Weifeng         | [ 10 ] |
| 2017  | Peace Breaker                  | 破局          | Chen Changming       | [ 11 ] |
| 2018  | Goddesses in the Flames of War | 那些女人      |                      | [ 12 ] |
| 2018  | Lobster Cop                    | 龙虾刑警      | Du Yufei             | [ 13 ] |
| 2018  | Shadow                         | 影            | Tian Zhan            | [ 14 ] |
| 2019  | The Big Shot                   | 大人物        | Sun Dasheng          | [ 15 ] |
| 2019  | My People, My Country          | 我和我的祖国  |                      | [ 16 ] |
| 2019  | The Convicted                  | 你是凶手      |                      | [ 17 ] |
| TBA   | Caught in Time                 | 限期破案      |                      | [ 18 ] |
| TBA   | La Brigade des 800             | 八佰          | Yang Guai            | [ 19 ] |
| TBA   | The Old Guy                    | 老家伙们      |                      | [ 20 ] |
| TBA   | Guns and Kidneys               | 枪炮腰花      | Lao Fan              | [ 21 ] |

## Distinctions
| Année | Prix                                                 | Catégorie                           | Œuvre nommée            | Résultats  | Remarques |
| ----- | ---------------------------------------------------- | ----------------------------------- | ----------------------- | ---------- | --------- |
| 2010  | 23e Festival international du film de Tokyo          | Meilleur acteur                     | Le piano dans une usine | Lauréat    | [ 22 ]    |
| 2011  | 28e Coq d'or                                         | Meilleur acteur                     | Le piano dans une usine | Nomination |           |
| 2011  | 48e Golden Horse Film Festival and Awards            | Meilleur acteur                     | Le piano dans une usine | Nomination |           |
| 2011  | 8e China Media Channel Media Awards                  | Meilleur acteur                     | Le piano dans une usine | Lauréat    | [ 23 ]    |
| 2011  | 18e Festival du film étudiant du Collège de Pékin    | Meilleur acteur                     | Le piano dans une usine | Nomination |           |
| 2011  | 7e Festival du film chinois américain                | Meilleur acteur                     | Le piano dans une usine | Lauréat    | [ 24 ]    |
| 2012  | 12e cérémonie des Chinese Film Media Awards          | Meilleur acteur                     | Le piano dans une usine | Nomination |           |
| 2015  | 30e Coq d'or                                         | Meilleur acteur dans un second rôle | Confrérie des lames     | Nomination |           |
| 2015  | 52e Festival et Prix du Golden Horse Film            | Meilleur acteur dans un second rôle | Sauver M. Wu            | Nomination |           |
| 2016  | 7e China Guild Director's Guild Awards               | Meilleur acteur dans un second rôle | Sauver M. Wu            | Nomination |           |
| 2016  | 16e Prix chinois des médias cinématographiques       | Meilleur acteur dans un second rôle | Sauver M. Wu            | Lauréat    | [ 25 ]    |
| 2016  | 23e Festival du film étudiant du Collège de Pékin    | Meilleur acteur                     | Sauver M. Wu            | Nomination |           |
| 2017  | 31e Coq d'or                                         | Meilleur acteur dans un second rôle | Sauver M. Wu            | Lauréat    | [ 26 ]    |
| 2019  | 6e cérémonie de remise des prix des acteurs de Chine | Meilleur acteur (catégorie Saphir)  | Sept jours              | Nomination | [ 27 ]    |